# Schuppenwangen-Lippfisch
Der Schuppenwangen-Lippfisch (Symphodus bailloni) ist eine Art der Lippfische, die im Nord- und Ostatlantik und im westlichen Mittelmeer anzutreffen ist.

## Merkmale
Der Schuppenwangen-Lippfisch hat einen seitlich abgeflachten, länglich-ovalen und hochrückigen Körper und erreicht eine Körperlänge bis maximal 18 Zentimeter. Der spitze Kopf besitzt ein endständiges und vorstreckbares Maul, das die für die Lippfische typischen wulstigen Lippen ausbildet. Die Färbung weist einen Sexualdimorphismus auf, wobei die Grundfarbe bei beiden hellbraun-silbrig mit drei dunkleren Streifen vom Kopf zur Schwanzwurzel ist. Gemeinsam ist beiden Geschlechtern zudem ein balkenartiger, schwarzer Fleck zwischen dem Auge und dem Maul sowie ein bis zwei dunkle Flecken am Hinterrand der Rückenflosse. Die Weibchen besitzen zur Laichzeit eine schwarze Genitalpapille, die den Männchen fehlt.
Die ungeteilte Rückenflosse besitzt 14 bis 15 harte Flossenstrahlen und danach 9 bis 11 weiche, die Afterflosse 3 harte und 9 bis 11 weiche Flossenstrahlen. Die Bauchflossen sind brustständig. Insgesamt liegen 33 bis 38 Schuppen entlang der Seitenlinie.

## Verbreitung
Der Schuppenwangen-Lippfisch ist vom nordöstlichen Atlantik von der Nordsee bis nach Nordafrika im Bereich von Mauretanien sowie im Mittelmeer anzutreffen.

## Lebensweise
Die Fische leben im Bereich küstennaher, algenbewachsener Felsen oder Seegraswiesen in Tiefen von bis zu 50 Meter, wobei sie einzeln oder paarweise auftreten. Sie ernähren sich vor allem von Moostierchen, Röhrenwürmern, Stachelhäutern, Krebstieren und Weichtieren.
Der Schuppenwangen-Lippfisch ist ein Protogyner Zwitter, der anfangs weibliche Fisch wechselt entsprechend sein Geschlecht und wird zu einem männlichen Tier. Die Fortpflanzungszeit der Fische reicht vom April bis zum Juni. Zu dieser Zeit werden die Männchen revierbildend und bauen Nester aus pflanzlichem Material in flachen Mulden am Meeresboden.

## Belege
1. 1 2 3 4  Andreas Vilcinskas: Fische – Mitteleuropäische Süßwasserarten und Meeresfische der Nord- und Ostsee. BLV Verlagsgesellschaft, München 2000; S. 136, ISBN 3-405-15848-6.
2. 1 2  Schuppenwangen-Lippfisch auf Fishbase.org (englisch)